# Internationales Köln Comedy Festival
Das Internationale Köln Comedy Festival wird jährlich an verschiedenen Spielstätten mit wechselnden Künstlern veranstaltet. 

## Geschichte
1991 als Köln Comedy Festival gestartet, 1993 dann als das Internationale Köln Comedy Festival fortgeführt. Seit 1992 gibt es zum Abschluss der Veranstaltungsreihe eine Fernseh-Gala (zu Beginn ausgestrahlt durch Premiere und WDR, wird die Comedy-Gala seit 1997 von RTL ausgestrahlt). Im Rahmen der Gala wird seit 1997 der Deutsche Comedypreis von Brainpool vergeben. Im April 2000 übernahm Brainpool die Mehrheitsbeteiligung.
Kategorien des Deutschen Comedypreises sind: Beste Sketchshow, Beste Comedyshow, Beste Schauspielerin (in einer Comedyserie), Bester Schauspieler (in einer Comedyserie), Bester Newcomer, Beste Comedian, Bester Comedian, Beste Filmkomödie (national), Beste Live-Comedy und der Ehrenpreis. Von 1998 bis Ende 2002 bestand, zur Förderung des Comedy-Nachwuchses auch eine Köln Comedy Schule.
Spielorte für die einzelnen Comedy-Veranstaltungen sind u. a. die Kölner Philharmonie, das Schauspielhaus Köln, das Coloneum, die KulturKirche Köln, Lanxess Arena, Senftöpfchen-Theater, Volkstheater Millowitsch, Theater am Tanzbrunnen, Alter Wartesaal und das Gloria-Theater.

## Chronik
| Jahr | Zeitraum     | Anzahl der Veranstaltungen | Anzahl der Locations | Künstler (Auswahl) | Besonderes                                                                                              | Zuschauer |
| ---- | ------------ | -------------------------- | -------------------- | --- | --- | --------- |
| 1991 |              |                            |                      | Rüdiger Hoffmann, Ralf Günther, 6 Gruppen | |           |
| 1992 |              | 50                         | 4                    | Tom Gerhardt, Sissy Perlinger, Michael Mittermeier, Thomas Hermanns | Erste Comedy-Gala (WDR)                                                                                 |           |
| 1993 |              |                            |                      | Atze Schröder, Ingo Appelt, 30 verschiedene Gruppen | |           |
| 1994 |              |                            | 60                   | Jürgen von der Lippe, 40 Gruppen | |           |
| 1995 |              |                            |                      | Gaby Köster, Piet Klocke, Markus Maria Profitlich | Tokyo Shock Boys aus Japan                                                                              |           |
| 1996 |              |                            |                      | Gaby Köster, Michael Mittermeier, Marlene Jaschke, insgesamt 70 Gruppen                                                                                                 | |           |
| 1997 |              |                            |                      | Badesalz, Hans Werner Olm, Oliver Kalkofe | Erste Verleihung des Deutschen Comedypreis                                                              |           |
| 1998 |              |                            |                      | 80 Künstler und Gruppen | Neu gegründete KÖLN COMEDY SCHULE                                                                       |           |
| 1999 |              | 100                        |                      | Ingolf Lück, Atze Schröder, Michael Mittermeier, Stefan Raab, 200 Gruppen                                                                                               | Erste Ausstrahlung des Comedypreise auf RTL                                                             | 16.000    |
| 2000 |              | 100                        |                      | Michael Mittermeier, Kaya Yanar | | 23.000    |
| 2001 |              | 120                        |                      | Anke Engelke, Michael Bully Herbig, Rudi Carrell, Dieter Nuhr | | 24.000    |
| 2002 |              | 140                        | 22                   | Alf Poier, Ausbilder Schmidt, Badesalz, Alfred Dorfer | | 30.000    |
| 2003 |              | 140                        | 22                   | Cordula Stratmann, Mario Barth | | 26.000    |
| 2004 |              | 132                        | 17                   | Hans-Hermann Thielke, Thomas Hermanns, Willy Astor, Ludger Stratmann | | 31.000    |
| 2005 | 12.–29.10.   | 117                        | 19                   | Kurt Krömer, Murat Topal, Marko Tschirpke, Leo Bassi, Gayle Tufts | 15. Jubiläum                                                                                            | 26.000    |
| 2006 | 5.–21.10.    | 119                        | 17                   | Helge Schneider, Paul Panzer, Josef Harder, Geschwister Harder | | 33.000    |
| 2007 | 18.10.–3.11. | 108                        | 19                   | Ralf Schmitz, Bernd Stelter, Mirja Boes, Anke Engelke, Christoph Maria Herbst, Cindy aus Marzahn, Hape Kerkeling                                                        | | 37.000    |
| 2008 | 16.10.–1.11. | 105                        | 28                   | Otto Waalkes, Django Asül, Guido Cantz, Mundstuhl, Hagen Rether | | 40.000    |
| 2009 | 15.–31.10.   | 130                        | 23                   | Eckart von Hirschhausen, Dave Davis, Dieter Nuhr, The Ukulele Orchestra of Great Britain                                                                                | | 42.500    |
| 2010 | 30.9.–16.10. | 112                        |                      | Atze Schröder, Dieter Nuhr, Hagen Rether, Volker Pispers, Badesalz, Jürgen von der Lippe, Johann König, Ingolf Lück, Bülent Ceylan, Mirja Boes, Markus Maria Profitlich | 20. Jubiläum                                                                                            | 32.000    |
| 2011 | 13.–29.10.   | 119                        | 20                   | Michael Mittermeier, Atze Schröder, Mirja Boes, Ralf Schmitz, Olaf Schubert, Kaya Yana, Sebastian Pufpaff                                                               | Rekord mit 240 Künstlern aus In- und Ausland                                                            | 56.500    |
| 2012 | 18.10-3.11.  |                            |                      | Bastian Pastewka, Rick Kavanian, Luke Mockridge, Rainald Grebe, Carolin Kebekus                                                                                         | In den letzten 22 Jahren sahen rund 140 Millionen Menschen das Festival in Radio- und TV-Ausstrahlungen | 36.500    |
| 2013 | 10.–26.10.   | 115                        | 19                   | Carolin Kebekus, Dieter Nuhr, Ingo Appelt, Jess Jochimsen, Wiglaf Droste                                                                                                | Auftritte von über 250 Künstlern                                                                        | 41.000    |
| 2014 | 16.10.–1.11. | 101                        | 15                   | Über 150 Künstler | Zum ersten Mal die 1LIVE Köln Comedy Nacht XXL in der Lanxess Arena                                     |           |
| 2015 | 15.–31.10.   | 115                        | 20                   | Luke Mockridge, Annette Frier, Bettina Lamprecht, Max Giermann, Bastian Pastewka, Hella von Sinnen                                                                      | 25. Jubiläum                                                                                            | 35.000    |
| 2016 | 20.10.–5.11. |                            |                      | Enissa Amani (Moderation), Olaf Schubert, Chris Tall, Markus Krebs, Abdelkarim, Felix Lobrecht, Lumpenpack                                                              | | 46.000    |